# 韋斯特沃倫海崖
72°6′S 3°38′E / 72.100°S 3.633°E
韋斯特沃倫海崖，是南極洲的海崖，位於毛德皇后地的瑪塔公主海岸，處於費斯特寧加山西面，屬於穆利格-霍夫曼山脈的一部分，由挪威製圖師根據該國探險隊拍攝的測量和空中照片繪入地圖，現時由南極條約體系管理。